# Vliegtuigongeluk New York 11 oktober 2006

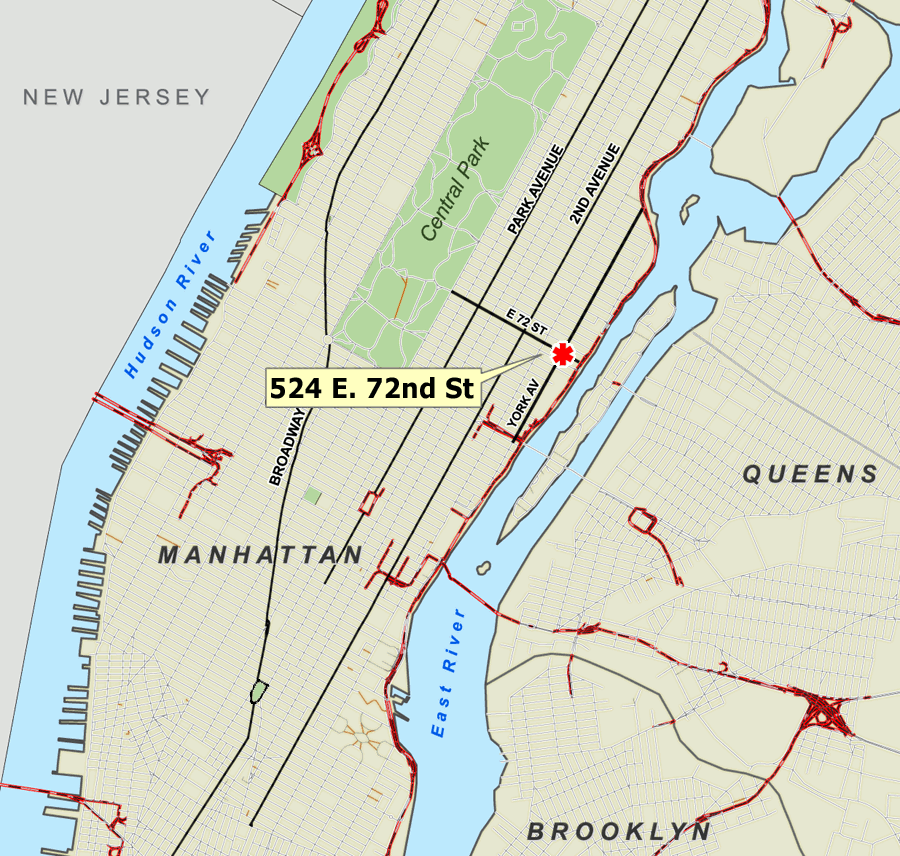
Plaats van het ongeluk

Op woensdagmiddag 11 oktober 2006 vond er een vliegtuigongeluk in New York plaats. Een klein vliegtuigje dat te kampen had met brandstofproblemen vloog de Belaire Apartments binnen waardoor meerdere branden ontstonden, deze branden werden binnen twee uur geblust.

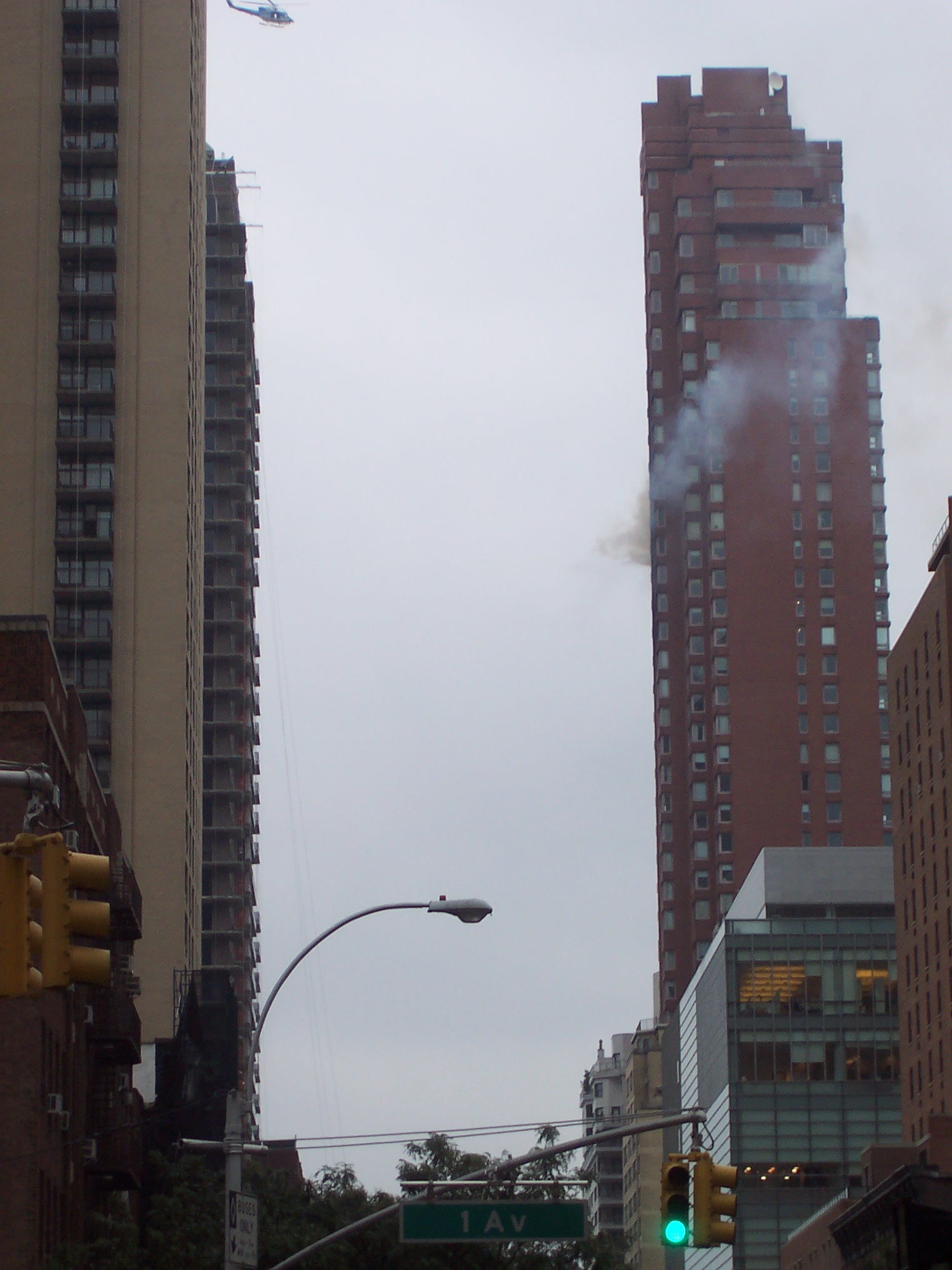
De Belaire Condominiums op 12 oktober 2006, voordat het vuur was gedoofd

De twee mensen aan boord van het vliegtuig kwamen om: Cory Lidle, werper van de New York Yankees, en zijn vlieginstructeur, Tyler Stanger. Eenentwintig mensen raakten gewond, waaronder elf brandweermannen. Volgens de Federal Aviation Administration was het vliegtuig, een Cirrus SR20 met vliegtuigregistratienummer N929CD, eigendom van Lidle.
In eerste instantie dacht men dat het om een helikopter zou gaan, bovendien was men bang dat het een terroristische aanslag was, maar dat bleek niet het geval. Het ongeluk riep associaties op met de terroristische aanslagen op 11 september 2001, voor de zekerheid liet de Amerikaanse overheid op de avond van de dag waarop dit ongeluk gebeurde gevechtsvliegtuigen boven grote steden vliegen.